# Вулиця Ракоці
Ву́лиця Фе́ренца Ра́коці — вулиця у центрі Ужгорода, родзинка Чеського кварталу. Вулиця названа на честь Ференца II Ракоці — князя Трансильванії. Вулиця простягається від вулиці О. Довженка повз сквер Героїв Майдану і дендросад Лаудона до площі Народної. Вулицю Ференца Ракоці ІІ перетинає вулиця Крилова Івана. Прилеглі вулиці: Бращайків, Гойди Ю., Ломоносова М.

## "Родзинки" вулиці
Скверу на перетині вулиць Довженка–Крилова–Ракоці нещодавно присвоїли ім’я Героїв Майдану (навпроти СБУ). У 50-х роках ХХ століття тут було колись популярне джерело мінералної води. Дуже багато містян приходило до скверу до фонтанчику з такою собі педалькою. У 80-х роках на місці цього джерела збудували павільйон. До нього теж приходили люди, проте з часом перестали, бо цей куточок облюбували для себе місцеві безпритульні, перетворивши його на місце ночівлі й нічних гулянь. Тому міська влада вирішила павільйон розібрати. На його місці встановили стелу на честь репресованих краян (камінь/бронза, скульптор В. Олашин), бювет же обіцяли перенести трохи далі, та так і не відновили. В цьому сквері є ще Пам'ятний знак героям визвольної боротьби Угорщини 1956 року та жертвам комуністичних диктатур (бронза/бетон, скульптор М. Колодко). Навпроти скверу ІКЦ "Совине гніздо".

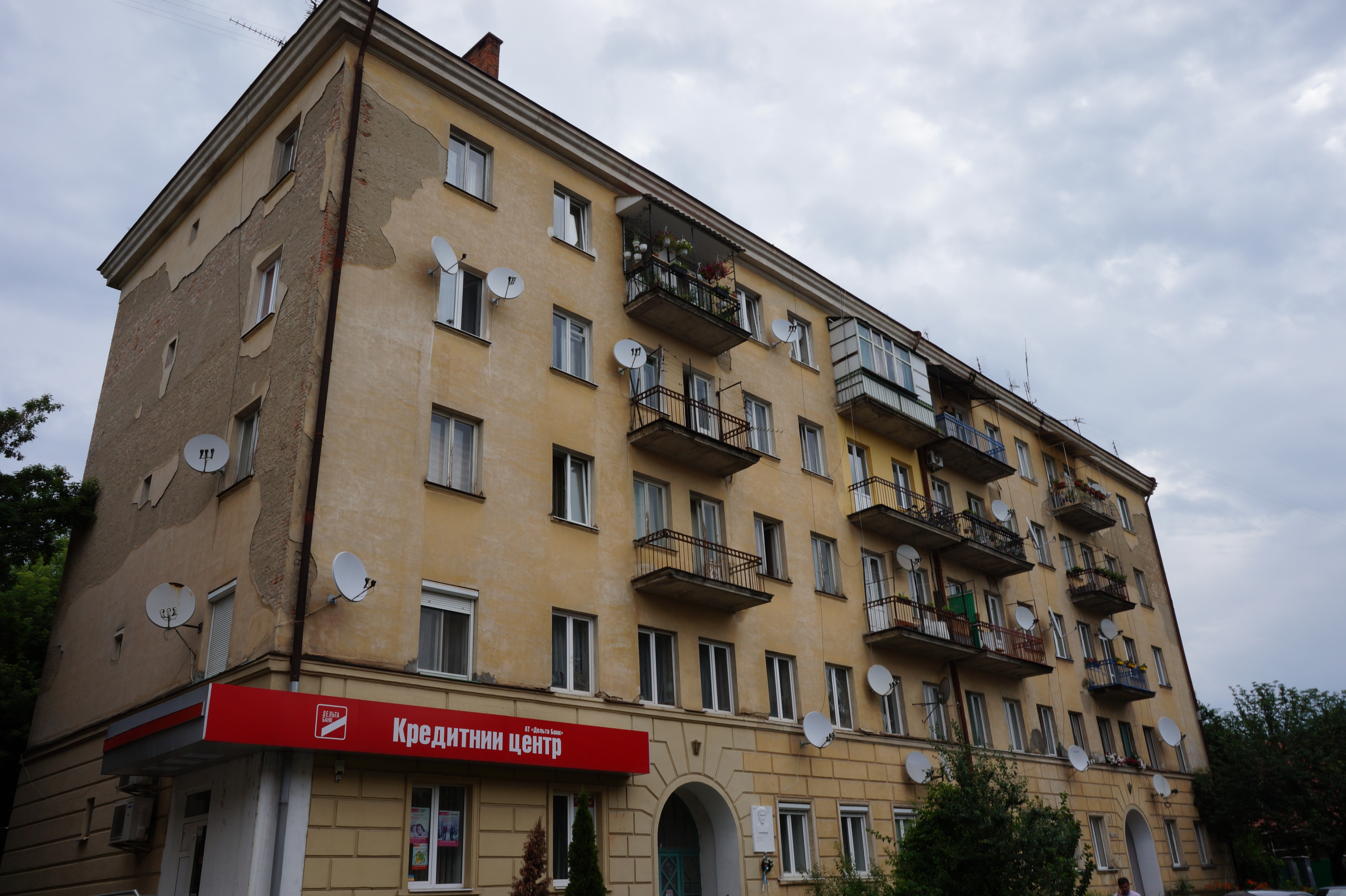
Будинок, в якому жив журналіст М.І. Бабидорич. Вул. Ракоці, 16/2

Родзинкою вулиці Ф. Ракоці ІІ є розташовані навпроти скверу, на перехресті вулиць Довженка – Ракоці (№ 2) винний льох, який датується 1781 роком. Довгий час він був закритий для відвідувачів, та останні роки стали винятком. Після реставрації відкрив свої двері історико-культурний комплекс "Совине гніздо", де ужгородці та гості міста можуть насолодитися вином, медом та сиром під час фестивалів та відвідати різнопланові виставки та ярмарки. Далі по вулиці – дендросад Лаудона (сквер дитячої міськлікарні, вул. Ф. Ракоці, 3) . Невеличка затишна місцина, де можна відпочити та випити води. До 130-річчя саду Лаудона у травні 2018 р. оновлену огорожу дендросаду прикрасили міні-скульптуркою М. Колодка. Це пам’ятник педагогу та великому любителю природи Іштвану Лаудону, який наприкінці ХІХ століття започаткував сад рослин, які привозив із подорожей у різні країни. Сад став унікальним не лише для міста: тодішній парк Лаудона вважався одним із найбільш унікальних в Австро-Угорській імперії. Сад простягався від вулиці Собранецької до нинішнього пам’ятника Пушкіну (якого знесли), налічував близько двох сотень екзотів. Із розбудовою міста сад Лаудона поступово забудовували, нинішній парк із десятком дерев – те, що від нього залишилося. Збереглися у парку і найбільше в Україні та найстаріше на Закарпатті гінкго, тис ягідний, кипарис болотний, сосна чорна (австрійська), криптомерія японська, магнолія Суланжа, бук лісовий. Кілька дерев дендропарку входять до міжнародної Червоної книги.  
На вулиці Ракоці – багато дерев – здебільшого сакури. Тому вулиця поряд з вулицею Довженка дуже популярна в квітні та травні, коли цвітуть дерева.

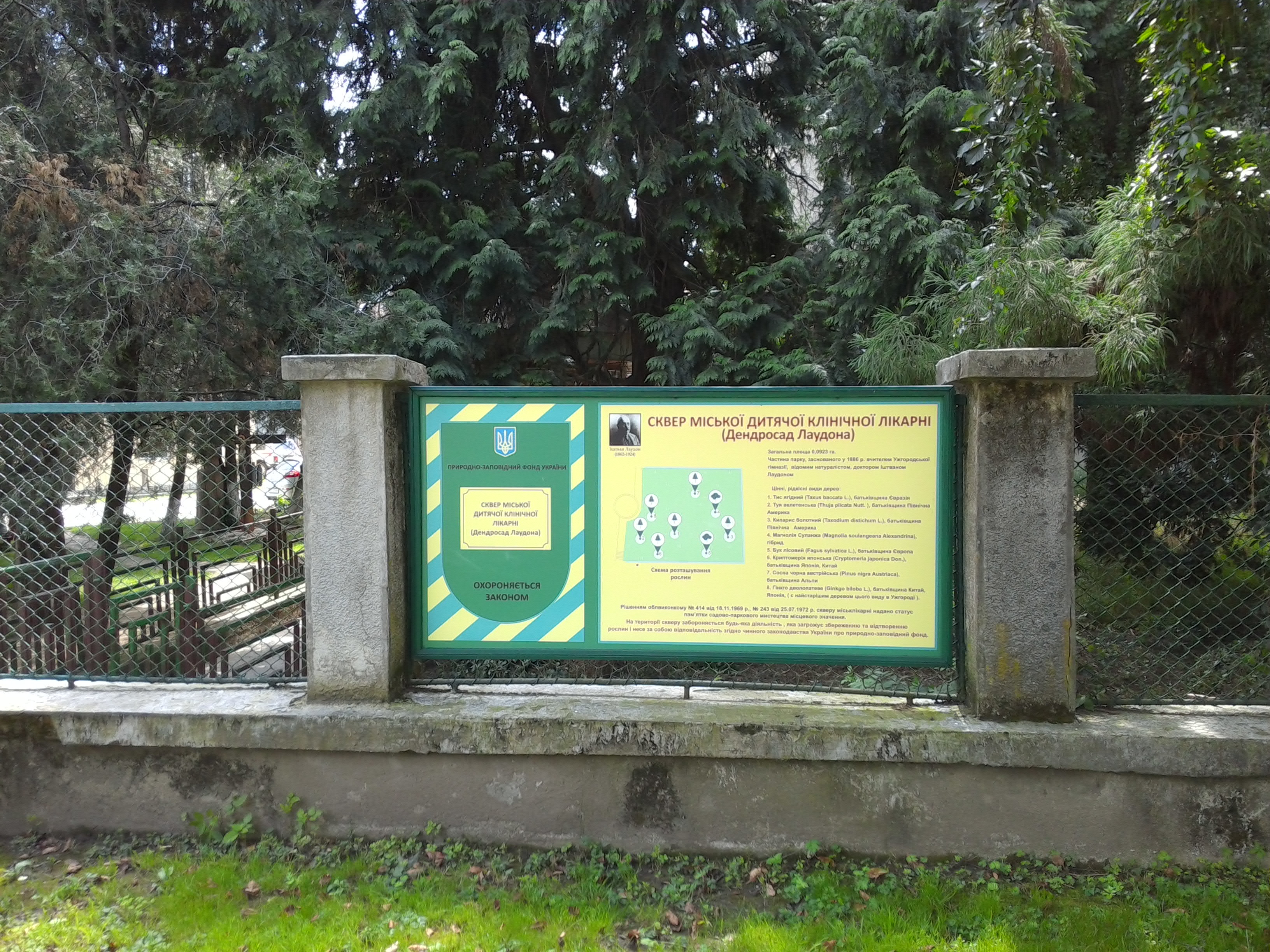
Сквер дитячої міськліка́рні (дендроса́д Ла́удона)